# Verdelot
Verdelot är en kommun i departementet Seine-et-Marne i regionen Île-de-France i norra Frankrike. Kommunen ligger i kantonen Rebais som tillhör arrondissementet Provins. År 2022 hade Verdelot 626 invånare.

## Befolkningsutveckling
Antalet invånare i kommunen Verdelot
| Referens: INSEE |